# Sofifi
Sofifi este un oraș din Indonezia.